# Gravitationsmodell (Außenwirtschaftstheorie)
In der Außenwirtschaftstheorie sind Gravitationsmodelle ökonomische Modelle, die die bilateralen Handelsströme zwischen zwei Ländern in Anlehnung an das Newtonsche Gravitationsgesetz der Physik beschreiben. Das mathematische Modell wurde erstmals 1954 von Walter Isard eingeführt, der das Konzept des „Einkommenspotenzials“ im Rahmen der internationalen Wirtschaftswissenschaften entwickelte und sich dabei auf die Idee der „demografischen Gravitation“ stützte, die 1941 von Stewart eingeführt wurde. Ebenso hatte Stewarts Arbeit über das „Bevölkerungspotenzial“ von 1947 einen erheblichen Einfluss auf Chauncy Harris, der 1954 das wirtschaftswissenschaftliche Konzept des „Marktpotenzials“ vorschlug. 
Das traditionelle ökonomische Gravitationsmodell basiert auf der Annahme, dass der Handel zwischen zwei Ländern von der Größe der Bruttoinlandsprodukte (BIP) und der Entfernung der Partnerländer abhängig ist.

## Naturwissenschaftlicher Hintergrund und Geschichte
Das Gravitationsmodell aus der Ökonomie leitet sich vom newtonschen Gravitationsmodell der Naturwissenschaft ab. Das Gravitationsgesetz ist ein Gesetz der klassischen Physik, nach dem jeder Massenpunkt auf jeden anderen Massenpunkt mit einer anziehenden Gravitationskraft einwirkt. Es wurde erstmals 1687 im Werk Philosophiae Naturalis Principia Mathematica von Isaac Newton (1643–1727) formuliert. Es besagt, dass die gravitationsbedingte Anziehungskraft {\displaystyle F} zwischen zwei Körpern direkt proportional ist zum Produkt der Massen {\displaystyle m_{1}} und {\displaystyle m_{2}} der beiden Körper und indirekt proportional zum Quadrat ihrer Entfernung {\displaystyle r} :
{\displaystyle F=G{\frac {m_{1}m_{2}}{r^{2}}}}
mit der Gravitationskonstante {\displaystyle G}.
Das Gravitationsmodell wurde bereits in den vierziger Jahren auf unterschiedliche Bereiche übertragen. Beispielsweise kam man im Rahmen der Migrationsforschung zu der Erkenntnis, dass, je weiter zwei Orte voneinander entfernt liegen, desto weniger Angehörige einer Population sich auf den Weg begeben.
In den sechziger Jahren erfolgte die Übertragung des physikalischen Begriffs der Gravitation auf die Ökonomie. Die spezielle Verwendung zur Erklärung internationaler Handelsströme wurde erstmals von Jan Tinbergen (1962) und Pentti Pöyhönen (1963) formuliert, auf Problemstellungen der Außenhandelstheorie übertragen und mündete nach weiteren Beiträgen von James E. Anderson (1979), Bergstrand (1985) und Alan V. Deardorff (1998) in das nachfolgend dargestellte „Gravitationsmodell des Welthandels“.
Erst ab etwa 1995 war das Gravitationsmodell im Mainstream der Handelstheorie etabliert.

## Das ökonomische Gravitationsmodell
Das Gravitationsmodell des Welthandels basiert im Wesentlichen auf den Annahmen, dass sich, bei ceteris paribus hinsichtlich weiterer Einflussfaktoren, die Außenhandelsaktivitäten eines Landes
- (A) positiv proportional zu seinem Bruttoinlandsprodukt (BIP) verhalten sowie
- (B) eine zunehmende geografische Entfernung negativ wirkt.

Die Annahme (A) beruht dabei auf der Überlegung, dass bei steigendem Bruttoinlandsprodukt absolut mehr exportiert sowie importiert wird. Daraus folgt dass, je höher das im Inland erwirtschaftete Einkommen ist, umso mehr absolut importiert werden kann, und je mehr im Inland produziert wird, umso mehr absolut exportiert werden kann. Das BIP der beiden Länder steht also für die Angebots- und Nachfragestärke der Länder.
Die Begründung für (B) liegt in den sich mit zunehmender geografischer Entfernung erhöhenden Transaktionskosten für Handelsaktivitäten, welche sich auf diese hemmend auswirken. Die Distanzvariable kann somit als Maß für die Raumüberwindungskosten beim Außenhandel interpretiert werden.
Die Grundaussagen des Modells lassen sich in nachfolgender Formel zusammenfassen:
{\displaystyle Ex_{i->j}=A{\frac {BIP_{i}BIP_{j}}{D_{i->j}}}}
Dabei bezeichnet {\displaystyle Ex_{i->j}} den Wert der Exporte von Land {\displaystyle i} zu Land {\displaystyle j}. {\displaystyle BIP_{i}} und {\displaystyle BIP_{j}} beschreiben das jeweilige Bruttoinlandsprodukt von {\displaystyle i} und {\displaystyle j} und {\displaystyle D_{i->j}} bildet die geografische Entfernung (engl. distance) zwischen den beiden Ländern ab. Die Größe {\displaystyle A} repräsentiert eine Konstante.

### Handelspolitische Einflussfaktoren
Hemmende Einflussfaktoren:
- handelspolitische Determinanten, zum Beispiel Zölle, Quoten, Subventionen
- Fremdartigkeit zwischen Ländern oder Regionen
- kulturelle Unterschiede zwischen den Ländern
- historische Determinanten, zum Beispiel Krieg
- politische Lage

Unterstützende Einflussfaktoren:
- bilaterale und multilaterale Handelsabkommen
- Existenz von Handelsorganisationen, zum Beispiel EFTA, NAFTA, WTO
- Ähnlichkeit zwischen Ländern oder Regionen, zum Beispiel gleiche Muttersprache der Handelspartner
- politische Ordnung (je wirtschaftsliberaler die Länder, desto intensiver wird Handel betrieben)[7]

Die verschiedenen externen Einflussfaktoren zur praktischen Anwendung des Gravitationsmodells zeigen, dass das Modell nicht als gegeben, sondern erst nach kritischer Auseinandersetzung einzelner Faktoren betrachtet werden sollte, um nützliche empirische Ergebnisse zu erzielen.

## Berechnung
In unten gezeigter Gleichung kennzeichnet {\displaystyle Ex_{i->j}} die Exporte von Land {\displaystyle i} nach Land {\displaystyle j},{\displaystyle BIP_{i}} ,{\displaystyle BIP_{j}} die Bruttoinlandsprodukte der betrachteten Volkswirtschaften und {\displaystyle D_{i->j}} ist ein Distanzfaktor. Die Parameter α, β und γ sind Konstanten, welche empirischen Schätzungen unterliegen. Diese gewichten die Variablen nach ihrem Einfluss. Je größer die Parameter sind, desto größer fällt der Einfluss der Variablen aus. Für die Parameter α und β werden häufig Werte zwischen 0,7 und 1,1 gefunden. Ein Wert von 1 bedeutet, dass der Handel proportional zur Größe des BIP des Landes ist. γ gewichtet den Distanzfaktor. Es schwankt in unterschiedlichen empirischen Studien teils stark. Laut einer umfangreichen Metastudie liegt der durchschnittliche Wert bei 0,9.
{\displaystyle Ex_{i->j}=A{\frac {{BIP_{i}}^{\alpha }{BIP_{j}}^{\beta }}{{D_{i->j}}^{\gamma }}}}
Zur Schätzung der Parameter wird üblicherweise die Methode der kleinsten Quadrate verwendet. Dabei wird von einem linearen Zusammenhang zwischen den Variablen und den Parametern ausgegangen. Um den linearen Zusammenhang herzustellen, wird die Formel logarithmiert:
{\displaystyle \ln Ex_{i->j}=\ln A+\alpha \cdot \ln BIP_{i}+\beta \cdot \ln BIP_{j}-\gamma \cdot \ln D_{i->j}}
Zur Erhöhung der Aussagekraft kann die Formel mit zusätzlichen Einflussfaktoren wie z. B. Mitgliedschaft in einer Freihandelszone, Vorliegen gemeinsamer Grenzen und einer gemeinsamen Sprache erweitert werden. Eine ökonometrische Schätzung der Gravitationsgleichung führt folgende Parameter auf:
{\displaystyle \ln Ex_{i->j}=\ln A+0,54\cdot \ln BIP_{i}+0,81\cdot \ln BIP_{j}-0,89\cdot \ln D_{i->j}+0,26\cdot Grenze+0,61\cdot Sprache+1,06\cdot Freihandelszone}.
Gemeinsame Grenze, Sprache und Freihandelszone sind sogenannte Dummy-Variablen, d. h. wenn sie vorhanden sind nehmen sie den Wert 1 an. Bei nichtvorhandensein sind sie 0. Positive Schätzgrößen weisen auf einen positiven, negative auf einen negativen Zusammenhang hin.

## Anwendungsbeispiele des ökonomischen Gravitationsmodells
In der Wirtschaftswissenschaft wird das Gravitationsmodell heute insbesondere als Instrument zur Analyse von internationalen Handelsströmen eingesetzt, ebenso als Analyseinstrument zur Messung interregionaler und internationaler Ströme beispielsweise in den Bereichen Tourismus und Einwanderungsstatistik. Weiterhin lassen sich Handelspotentiale schätzen und Auswirkungen von Integration messen. Aktuelle politische Beispiele für die Verwendung des Ansatzes sind Schätzungen über Potentiale von ausländischen Direktinvestitionen sowie auftretende Probleme, die die EU-Erweiterung mit deren fortschreitender Integration hervorrufen könnte. Die Daten, die für eine Gravitationsanalyse benötigt werden, sind leicht zugänglich, beispielsweise über die Bundesbank oder Eurostat. Daten zu den gemeinhin verwandten Variablen werden u. a. von der Datenbank der Welt (World Development Indicators) zur Verfügung gestellt. In verschiedenen Wirtschaftslexika findet man unter dem Begriff Regionalanalyse eine Assoziation zum Gravitationsmodell.